# Danny Brown (Rapper)
Danny Brown (* 16. März 1981 in Detroit, Michigan; eigentlich Daniel Dewan Sewell) ist ein US-amerikanischer Rapper.

## Karriere
Danny Brown machte erstmals als Mitglied der Hip-Hop-Crew Reser’vor Dogs auf sich aufmerksam. 2003 veröffentlichten sie das gemeinsame Album Runispokets-n-Dumpemindariva. Als mit Roc-a-Fella Records ein größeres Label Interesse zeigte, aber nichts zustande kam, begann er ab 2007 mit der Veröffentlichung eigener Mixtapes, unter anderem mit der Detroit-State-of-Mind-Serie. 2010 veröffentlichte er sein erstes Download-Album The Hybrid und zusammen mit Tony Yayo von G Unit das Mixtape Hawaiian Snow. Ein Vertrag mit dessen Label kam nicht zustande, aber das Label Fool’s Gold von A-Trak nahm ihn unter Vertrag und veröffentlichte ein Jahr später sein erstes reguläres Album mit dem Titel XXX. Es wurde von der Zeitschrift Spin zum Hip-Hop-Album des Jahres und 2016 zu einem der 20 besten Hip-Hop-Debütalben seit 1996 gewählt.
Ende 2012 hatte er bereits sein nächstes Album mit Gastbeiträgen von ASAP Rocky und Schoolboy Q fertiggestellt, es dauerte jedoch bis zum Herbst des folgenden Jahres, bis er das Label dazu brachte, es zu veröffentlichen. Das Album Old erreichte Platz 18 der offiziellen US-Albumcharts und die Top 5 bei den Hip-Hop- und Rap-Alben.
Danach wurde es etwas ruhiger um Danny Brown, bis er sich 2015 mit dem Titelsong zur TV-Sitcom Fresh Off the Boat zurückmeldete. In Warp hatte er ein neues Label gefunden und 2016 veröffentlichte er dort mit When It Rain seine erste Single. Später im Jahr erschien das Album Atrocity Exhibition, das erneut die Top 5 bei Rap- und Hip-Hop-Alben erreichte. In den Verkaufscharts kam es jedoch nur auf Platz 77. Als Gastmusiker waren unter anderem Kendrick Lamar und Black Milk auf dem Album vertreten. Für Oktober 2019 kündigte Danny Brown ein von Q-Tip produziertes Album mit dem Titel Uknowhatimsayin¿ an und veröffentlichte die Single Dirty Laundry.

## Diskografie

### Studioalben
- 2003: Runispokets-n-Dumpemindariva (mit Reser’vor Dogs)
- 2010: The Hybrid
- 2011: XXX
- 2013: Old
- 2016: Atrocity Exhibition
- 2019: U Know What I’m Sayin?
- 2021: TV62 (als Bruiser Brigade)
- 2023: Scaring the Hoes (mit JPEGMafia)
- 2023: Quaranta

### EPs
- 2011: Black and Brown! (mit Black Milk)
- 2012: Bruiser Brigade (mit Bruiser Brigade)
- 2012: The OD EP
- 2018: Twitch EP
- 2023: Scaring the Hoes: DLC Pack (mit JPEGMafia)

### Mixtapes
- 2007: Detroit State of Mind
- 2008: Hot Soup
- 2008: Detroit State of Mind 2
- 2009: Detroit State of Mind 3
- 2010: Detroit State of Mind 4
- 2010: The Hybrid: Cutting Room Floor
- 2010: Browntown
- 2010: Hawaiian Snow (mit Tony Yayo)

### Singles
- 2012: Grown Up
- 2012: Change
- 2013: Dip
- 2014: 25 Bucks (feat. Purity Ring)
- 2014: Smokin & Drinkin
- 2014: Detroit vs. Everybody (Eminem, Royce da 5′9″, Big Sean, Danny Brown, Dej Loaf & Trick Trick)
- 2016: When It Rain
- 2016: Pneumonia
- 2016: Really Doe (feat. Kendrick Lamar, Ab-Soul & Earl Sweatshirt)
- 2017: Ain't It Funny
- 2019: Dirty Laundry
- 2019: Best Life
- 2019: 3 Tearz (mit Run the Jewels)
- 2023: Lean Beef Patty (mit JPEGMafia)
- 2023: Five Nights (mit Freddie Dredd)
- 2023: Tantor
- 2023: Jenn's Terrific Vacation (feat. Kassa Overall)
- 2024: Dark Sword Angel